# Parachutes
Parachutes és l'àlbum de debut del grup britànic Coldplay. La seva publicació es va produir el 10 de juliol de 2000 al Regne Unit i a final d'any als Estats Units. En el seu país d'origen es va situar en els primers llocs de vendes, on va romandre 33 setmanes entre els deu primers. El disc fou produït pel mateix grup i pel productor Ken Nelson, excepte una cançó que fou produïda per Chris Allison.
Fou un èxit mundial, tant crític com comercial, aconseguint diversos disc de platí. Parachutes és el número 12 en la llista dels vint àlbums més venuts al segle xxi al Regne Unit. Posteriorment fou guardonat amb diversos premis entre els quals destaquen el Grammy al millor àlbum de música alternativa.

## Informació
L'any 1999, van publicar un EP amb sota la producció de Chris Allison, però no van quedar gaire satisfets amb el resultat. Posteriorment, el productor Ken Nelson es va oferir per treballar en el primer àlbum de Coldplay després de sentir a Chris Martin cantant "Bigger Stronger" perquè els va trobar especials. Nelson preferia assistir i aconsellar el grup en lloc d'imposar el seu punt de vista, perquè així els músics podien treballar en les seves pròpies idees. Com que Coldplay volia més control sobre les seves cançons, van acceptar que Nelson coproduís el seu àlbum de debut.
La idea original del grup era enregistrar les cançons en un parell de setmanes però a causa de diversos concerts, el procés es va allargar durant més de mig any fins a acabar al maig de 2000. Van començar a treballar en la gravació en els Rockfield Studios a Gal·les, Matrix Studios i Wessex Sound Studios, però la majoria de cançons es van enregistrar als Parr Street Studios de Liverpool. Per altra banda, l'enginyer estatunidenc Michael Brauer va dur a terme les mescles a Nova York. En els concerts que van realitzar durant aquesta època, el productor Ken Nelson els va poder veure detingudament i va concloure que estaven massa nerviosos i tensos durant els directes. A l'estudi van poder treballar cada cançó individualment per escollir el tempo més adequat i aconseguir més confiança dalt de l'escenari.
La portada de Parachutes és una fotografia d'un globus terraqüi que va realitzar el mateix grup. Els va acompanyar en diverses gires i també apareix en els videoclips de "Shiver" i "Don't Panic". L'àlbum fou dedicat a la mare del bateria Will Champion, Sara Champion, que va morir de càncer durant el 2000.
Parachutes fou publicat el 10 de juliol de 2000 al Regne Unit mitjançant la discogràfica Parlophone mentre que als Estats Units fou llançat al 7 de novembre de 2000 pel segell Nettwerk. La versió principal de l'àlbum contenia deu cançons, però l'última incloïa la cançó oculta "Life Is for Living". La versió japonesa contenia dues cançons addicionals, "Careful Where You Stand" i "For You". La tercera cançó, "Spies" va atraure l'atenció del govern xinès perquè interpretaven que era anti-comunista, i finalment, el disc fou prohibit al país. El grup va llançar quatre senzills però en diferent ordre segons el país. Al Regne Unit van començar per "Shiver" mentre que als Estats Units fou Yellow". El tercer fou "Trouble" arreu del món i "Don't Panic" fou llançat en alguns països europeus.
Gràcies a aquest disc, Coldplay va guanyar els primers premis internacionals. Per exemple, la revista Q el va nomenar millor àlbum del 2000. El 2001 fou guardonat com a millor àlbum alternatiu en els Premis Grammy i millor àlbum britànic als BRIT Awards.
Parachutes fou molt aclamat per la crítica a Europa, destacant especialment la profunditat de les cançons tenint en compte l'edat dels membres de Coldplay i assenyalant-lo com un dels àlbums més destacats de l'any. Molts mitjans també van destacar que era un dels millors àlbums de debut de la indústria musical. Fora del continent van rebre crítiques força positives però no tan entusiastes. Els mitjans estatunidencs van indicar que no aportaven res de nou al mercat però que semblaven tenir talent per fer-ho més endavant.
L'èxit comercial al seu país fou espectacular, van arribar a la primera posició de la llista d'àlbums i el treball fou certificat amb set discs de platí per la British Phonographic Industry amb gairebé dos milions i mig de còpies venudes. Als Estats Units només van arribar a la posició 51 però van superar els dos milions de còpies, gràcies especialment al primer senzill "Yellow".

## Llista de cançons
Totes les cançons foren escrites i compostes per Coldplay. 
| Núm.          | Títol                                                                                    | Durada |
| ------------- | ---------------------------------------------------------------------------------------- | ------ |
| 1.            | «Don't Panic»                                                                            | 2:17   |
| 2.            | «Shiver»                                                                                 | 4:59   |
| 3.            | «Spies»                                                                                  | 5:18   |
| 4.            | «Sparks»                                                                                 | 3:47   |
| 5.            | «Yellow»                                                                                 | 4:29   |
| 6.            | «Trouble»                                                                                | 4:30   |
| 7.            | «Parachutes»                                                                             | 0:46   |
| 8.            | «High Speed»                                                                             | 4:14   |
| 9.            | «We Never Change»                                                                        | 4:09   |
| 10.           | «Everything's Not Lost» (acaba a 5:28; cançó oculta "Live is For Living" comença a 5:39) | 7:15   |
| Durada total: | Durada total:                                                                            | 41:44  |

| 11.           | «Careful Where You Stand» | 4:45  |
| 12.           | «For You»                 | 5:42  |
| Durada total: | Durada total:             | 52:11 |

## Guardons
Premis
- 2001 - Brit Award al millor àlbum britànic
- 2001 - NME Award al millor senzill per "Yellow"
- 2002 - Grammy al millor àlbum de música alternativa